# Алигејтор (Мисисипи)
Алигејтор (енгл. Alligator) град је у америчкој савезној држави Мисисипи.

## Демографија
По попису из 2010. године број становника је 208, што је 12 (-5,5%) становника мање него 2000. године.
| Група             | 2000.       | 2010.       |
| Белци             | 46 (20,9%)  | 33 (15,9%)  |
| Афроамериканци    | 170 (77,3%) | 171 (82,2%) |
| Азијати           | 0 (0,0%)    | 1 (0,5%)    |
| Хиспаноамериканци | 0 (0,0%)    | 2 (1,0%)    |
| Укупно            | 220         | 208         |